# Lycaena verna
Lycaena phlaeas f. verna is een naam voor een vorm van de kleine vuurvlinder (Lycaena phlaeas) uit de familie van de Lycaenidae. De naam werd in 1847 gepubliceerd door Philipp Christoph Zeller in een verslag over de vlinders die hij tijdens een reis naar Italië en Sicilië waarnam. Hij gebruikte daarbij ten onrechte de spelling 'vernus', mogelijk omdat hij Lycaena phlaeas in het ondergeslacht Polyommatus plaatste. De naam komt weleens als Lycaena vernus voor in databases. Ze werd door Zeller echter gepubliceerd als naam voor een vorm van Lycaena phlaeas, samen met forma aestivus, waarbij de laatste de in Italië gebruikelijke zomervorm is, de eerste de voorjaarsvorm. De naam is geen geaccepteerde naam voor een soort of een ondersoort, en in de termen van de ICZN is het geen beschikbare naam.